# Ixocactus clandestinus
Ixocactus clandestinus là một loài thực vật có hoa trong họ Loranthaceae. Loài này được (Mart. ex Roem. & Schult.) Kuijt mô tả khoa học đầu tiên năm 1991.